# Ваброушек, Михал
Михал Ваброушек (чеш. Michal Vabroušek; род. 21 мая 1975, Прага) — чешский гребец, выступавший за сборную Чехии по академической гребле в 1993—2006 годах. Чемпион мира, многократный победитель и призёр этапов Кубка мира, участник двух летних Олимпийских игр.

## Биография
Михал Ваброушек родился 21 мая 1975 года в Праге. Проходил подготовку в столичном гребном клубе «Дукла».
Впервые заявил о себе в академической гребле на международном уровне в сезоне 1992 года, когда вошёл в состав чехословацкой национальной сборной и выступил на юниорском мировом первенстве в Монреале, где в зачёте парных четвёрок завоевал золото.
В 1993 году представлял Чехию на домашнем чемпионате мира в Рачице, занял в лёгких парных четвёрках 11-е место.
В 1995 году в лёгких парных двойках показал 11-й результат на чемпионате мира в Тампере.
Благодаря череде удачных выступлений удостоился права защищать честь страны на летних Олимпийских играх 1996 года в Атланте. Вместе с напарником Адамом Михалеком стартовал в парных двойках лёгкого веса — сумел квалифицироваться лишь в утешительный финал С и расположился в итоговом протоколе соревнований на 13-й строке. Также в этом сезоне побывал на чемпионате мира в Глазго, где в лёгких парных четвёрках финишировал пятым.
В 1997 году в лёгких одиночках победил на молодёжном Кубке наций в Милане.
В 1998 году в лёгких одиночках получил серебро и золото на этапах Кубка мира в Мюнхене и Люцерне соответственно, выиграл серебряную медаль на чемпионате мира в Кёльне.
В 1999 году в той же дисциплине был лучшим на трёх этапах Кубка мира, стал серебряным призёром на чемпионате мира в Сент-Катаринсе.
На чемпионате мира 2000 года в Загребе превзошёл всех соперников в одиночках лёгкого веса и завоевал золотую медаль.
В 2001 году помимо успешного выступления в Кубке мира добавил в послужной список бронзовую награду, полученную в лёгких одиночках на чемпионате мира в Люцерне.
В 2002 году на чемпионате мира в Севилье стал седьмым.
В 2003 году на чемпионате мира в Милане вновь показал седьмой результат.
Находясь в числе лидеров гребной команды Чехии, благополучно прошёл отбор на Олимпийские игры 2004 года в Афинах. На сей раз в паре с Вацлавом Малечеком отобрался в лёгких двойках в финал В и стал в итоговом протоколе девятым.
После афинской Олимпиады Ваброушек ещё в течение некоторого времени оставался действующим спортсменом и продолжал принимать участие в крупнейших международных регатах. Так, 2006 году в лёгких одиночках он стартовал на чемпионате мира в Итоне, став в итоге восьмым.